# Shane Kluivert
Shane Patrick Kluivert (Zaandam, 24 september 2007) is een Nederlands voetballer. Hij speelt als aanvaller (vleugelspeler) in de jeugd van FC Barcelona. Hij is de jongste zoon van voormalig profvoetballer Patrick Kluivert en het halfbroertje van voetballers Justin Kluivert, Quincy Kluivert en Ruben Kluivert.

## Clubcarrière
Kluivert startte in de jeugd van SC Buitenveldert, waarna hij in 2016 vertrok naar de jeugdopleiding van Paris Saint-Germain. In 2017 stapte hij over naar de jeugdopleiding van FC Barcelona. In datzelfde jaar tekende Kluivert een vijfjarig contract bij kledingmerk Nike. Daarmee werd hij op negenjarige leeftijd op dat moment de jongste Europese sporter met een kledingcontract. In 2022 verlengde hij op veertienjarige leeftijd deze sponsordeal.
Op 25 september 2023 tekende Kluivert een dag na zijn zestiende verjaardag zijn eerste profcontract bij FC Barcelona. Die overeenkomst ging met terugwerkende kracht in per 1 juli van dat jaar tot de zomer van 2026. Het contract betekende nog geen overplaatsing naar het eerste elftal, Kluivert vervolgde de jeugdopleiding van de club. Vanaf december 2024 zat Kluivert bij de selectie voor de UEFA Youth League. Eind april 2025 veroverde hij met de club de titel.

## Interlandcarrière
Kluivert werd in 2022 op veertienjarige leeftijd voor Nederland onder 16 geselecteerd, dit betrof de eerste keer dat Kluivert werd opgeroepen voor een nationaal jeugdelftal. Op 14 februari 2024 maakte Kluivert voor Nederland onder 17 zijn eerste interlandgoal in een wedstrijd tegen Spanje onder 17.

## Naast het voetbal
Naast voetbal was Kluivert vanaf 2015 actief op YouTube met vlogs over sport en eten onder de titel Koken met Shane. Op basis van het succes daarvan schreef hij twee kookboeken.

#### Bestseller 60
| Boeken met noteringen in de Nederlandse Bestseller 60 | Jaar van verschijnen | Datum van binnenkomst | Hoogste positie | Aantal weken | Opmerkingen |
| ----------------------------------------------------- | -------------------- | --------------------- | --------------- | ------------ | ----------- |
| Koken met Shane                                       | 2018                 | 02-04-2018            | 3               | 3            |             |

- Virtual International Authority File: 86152501150110681473

1 Áron Yaakobishvili ·
13 Max Bonfill ·
4 Andrés Cuenca ·
3 Eman Kospo ·
15 Alexander Walton ·
5 Landry Farré ·
2 Xavi Espart ·
14 Tommy Marqués ·
6 Brian Fariñas ·
8 Quim Junyent ·
16 Pedro Rodríguez ·
7 Juan Hernández ·
18 Marcos Parriego ·
20 Pedro Fernández ·
17 Jan Virgili ·
11 Arnau Pradas ·
19 Shane Kluivert ·
10 Ibrahim Diarra ·
12 Dani Ferrer ·
9 Hugo Alba  ·
Coach: Planas